# پارک کیوان روس

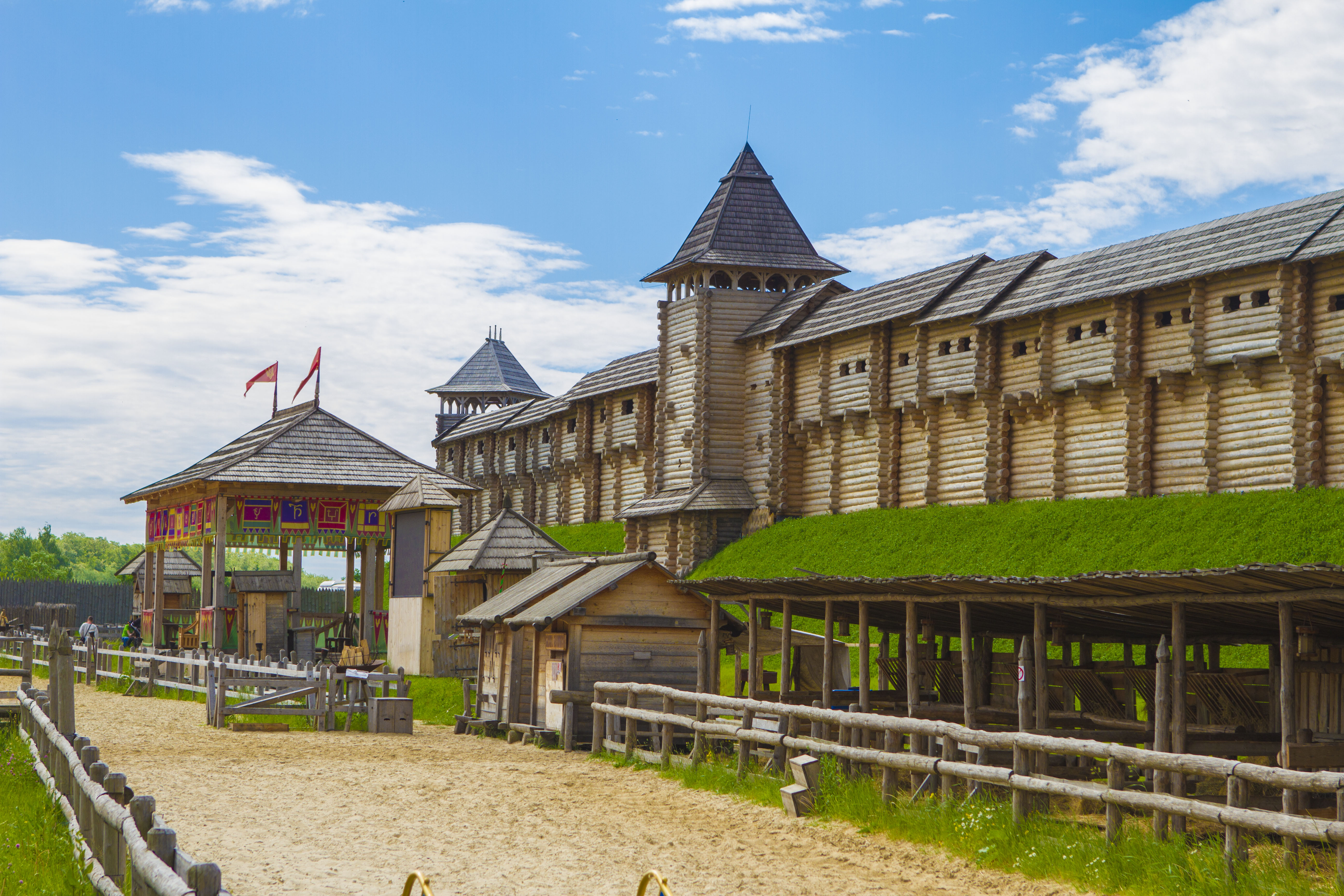
پارک کیوان روس

پارک کیوان روس (اسم کامل کیف باستانی در "پارک کیوان روس" ) یک پارک تاریخی و مرکز فرهنگی می باشد که در کیوان روس ، حومه کیف ، اوکراین متمرکز گردیده شده.  این پروگرام نمایش ها، فستیوال های فرهنگی و تاریخی، نمایش های بدلکاری اسب، و مسابقه های قهرمانی بین المللی در هنرهای رزمی باستانی را برگزار می نماید.
این پارک فرهنگ روسیه را با اروپای قن های وسطایی یکپارچه می کند. می توان هم مبارزان روس و هم شوالیه های قرن های وسطایی را که نمونه اروپا می باشند مشاهده نمود.

## سازمان
سازمان خیریه صندوق اسلاو برای تشکیل یک پایگاه تاریخی و فرهنگی در باره روسیه کیوان بنیانگذاری گردید. هدف نوسازی و بازسازی کی یف دتینتس (قسمت استوارکیف در قرن ۵ تا ۱۳) با بیشینه دقت تاریخی، فرهنگی، و معماری، و همچنین بازسازی مکان عصر کیوان روسیه بود.

## مکان
این پارک در روستای کوپاچیف ، اوبوخوفسکی رایون  ، ۳۴ کیلومتر از کیف قرار گرفته است.